# Sophie
Sophie Xeon (n. 17 septembrie 1986, Glasgow, Scoția, Regatul Unit – d. 30 ianuarie 2021, Atena, Grecia), cunoscută sub numele de Sophie (stilizat cu majuscule), a fost o artistă scoțiană, producătoare de discuri, cântăreață și DJ. Cunoscută pentru o interpretare nebunească și „hyperkinetică” a muzicii pop, Sophie a lucrat îndeaproape cu artiști de la casa de discuri PC Music, inclusiv AG Cook și GFOTY, și a produs melodii pentru Charli XCX, Vince Staples, Kim Petras, Madonna, Let's Eat Grandma, și Namie Amuro.
Sophie, care a rămas inițial anonimă și ulterior și-a făcut coming out-ul ca o femeie trans, s-a lansat cu single-uri precum „Bipp” (2013) și „Lemonade” (2014), care au fost colectate pe compilația Product (2015). Albumul de debut al lui Sophie, Oil of Every Pearl's Un-Insides, a urmat în 2018, câștigând o nominalizare la premiul Grammy pentru cel mai bun album Dance/Electronic.
Din păcate Sophie a murit în ianuarie 2021, după o cădere accidentală în Atena, Grecia. The Fader a elogiat-o pe Sophie ca fiind „o artistă scoțiană de pionierat ale cărei producții electronice vibrante au extins domeniul de aplicare al muzicii pop moderne”, în timp ce Pitchfork a creditat munca influentă a lui Sophie cu „formarea muzicii electronice într-un pop avangardist extraordinar de original”.

## Începutul vieții
Sophie Xeon s-a născut pe 17 septembrie 1986 în Glasgow, Scoția și a crescut acolo. Tatăl lui Sophie asculta casete de muzică electronică în mașină și o ducea pe Sophie la rave când era foarte mică, iar Sophie a devenit rapid îndrăgostită de muzică. Într-un interviu publicat de Lenny Letter, Sophie a declarat că în copilărie: „Mi-am petrecut tot timpul ascultând casetele alea. Le-aș fi furat din mașină”. După ce a primit o tastatură ca cadou de ziua de naștere, Sophie a devenit apoi interesată de crearea muzicii noi.
La vârsta de aproximativ nouă sau zece ani, Sophie și-a exprimat dorința de a renunța la școală pentru a deveni producătoare de muzică electronică (deși părinții lui Sophie nu au permis acest lucru).Sophie a continuat să creeze muzică de-a lungul adolescenței, anunțând în mod regulat „O să mă închid în camera mea până când voi face un album.” O soră vitregă i-a cerut lui Sophie să-i fie DJ la nunta; mai târziu, Sophie a recunoscut că sora vitregă „nu știa ce fac singură în camera mea” și a presupus că Sophie era DJ. În această perioadă, Sophie a învățat să fie DJ pe lângă producție.

## Carieră

### Primii ani
Cariera muzicală a lui Sophie a început într-o trupă numită Motherland, formată cu colegii de trupă Sabine Gottfried, Matthew Lutz-Kinoy și Marcella Dvsi. Au cântat la spectacole live la Berlin și în Marea Britanie în perioada 2008-2009. Ulterior, Sophie a colaborat cu colegul de trupă Matthew Lutz-Kinoy la o serie de lucrări de performanță. În octombrie 2010, Sophie a remixat single-ul lui Light Asylum, „A Certain Person”, creând versiunea Motherland Radio, încărcată pe pagina SoundCloud a lui Light Asylum luna următoare. În 2011, acest remix a fost inclus pe EP-ul In Tension al lui Light Asylum ca o piesă bonus pentru lansarea CD-ului.În 2012, această piesă a primit o lansare de 300 de exemplare pentru club deejay pe vinil transparent de 12 inch, 45 rpm de la casa de discuri independentă Mexican Summer.În 2011, Sophie a realizat muzica pentru scurtmetrajul Dear Mr/Mrs al echipei olandeze Freudenthal/Verhagen. Deejay-ul de la Detroit Jeffrey Sfire a cunoscut-o pe Sophie la Berlin în 2013; cei doi au format duo-ul Sfire,lansând un disc de vinil de 12 inchh Sfire la casa de discuri CockTail D'Amore. Sophie a vocalizat pe o piesă „Sfire 3”, care a fost ulterior remixată de John Talabot în 2016. Sophie a colaborat cu artiști afiliați la casa de discuri PC Music după ce i-a întâlnit pe Dux Kidz, un proiect între A.G.Cook și Danny L Harle.

### 2012–2015: Primele lansări ale lui Sophie

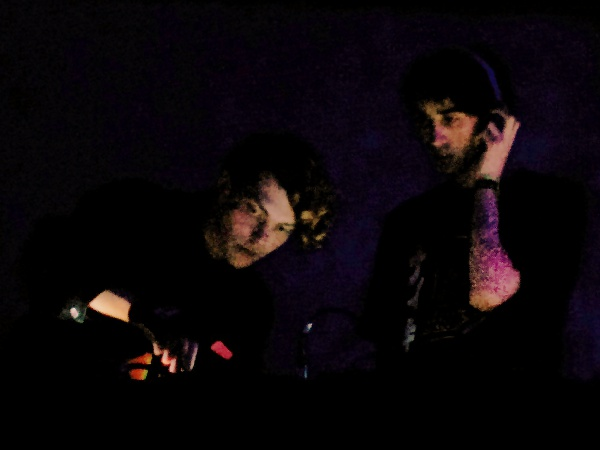
Sophie producând "Hey QT" cu A.G.Cook

Single-ul de debut al lui Sophie „Nothing More to Say” a fost lansat în februarie 2013 prin intermediul casei de discuri din Glasgow Huntleys + Palmers.Single-ul cu vocea cântăreței britanice Jaide Green a constat din două mixaje ale piesei titulare (intitulate „Dub” și „Vox”), precum și partea B, „Eeehhh”, care a fost postată inițial pe SoundCloud-ul lui Sophie în 2011 (și ulterior ștearsă).A fost urmat de „Bipp”/”Elle”—care fusese lansat pe SoundCloud ca previzualizări în anul precedent, împreună cu o a treia piesă „OOH”—a fost lansat pe Numbers mai târziu în acel an. „Bipp” în mod special, cu vocea fostei colega de trupă a lui Sophie, Marcella Dvsi, a primit o atenție considerabilă din partea criticilor muzicali, depășind lista de sfârșit de an a XLR8R și plasându-se pe locul 17 pe Pitchfork.Ulterior, Pitchfork a clasat „Bipp” pe locul 56 pe lista sa cu cele mai bune piese din 2010 până în 2014.La mijlocul anului 2014, Sophie a colaborat cu cântărețul pop japonez Kyary Pamyu Pamyu.Tot în 2014, Sophie a colaborat cu A.G.Cook și cu artista din SUA Hayden Dunham pentru proiectul QT, coproducând single-ul ei de debut „Hey QT” cu Cook. Proiectul a inclus o băutură energetică fictivă numită QT Energy Elixir. La cererea Sophiei, „Hey QT” repetă numele băuturii pentru plasarea produsului.
Următorul single al lui Sophie, „Lemonade”/”Hard”, a fost lansat în august 2014, cu contribuții vocale la prima melodie de la colegul muzician Nabihah Iqbal și modelului Tess Yopp și contribuții vocale la cel de-al doilea single de la artistul PC Music GFOTY. Numbers a lansat "Lemonade"/"Hard" ca single de 12". Ambele piese au apărut în topurile Billboard Twitter Real-Time. "Lemonade" și "Hard" s-au clasat pe locul 68 și, respectiv, pe 91 în 2014 Pazz & Sondajul criticilor Jop, iar single-ul a fost inclus în primele zece liste ale single-urilor de sfârșit de an de către The Washington Post, Resident Advisor, Complex și Pitchfork; „Hard” a fost inclus în primele zece pe liste ale lui Dazed și Dummy. „Lemonade” a apărut într-o reclamă din 2015 pentru McDonald's.

### 2015–2017:Productși descoperire
În martie 2015, Charli XCX a anunțat o colaborare cu Sophie. Mai târziu a fost dezvăluit că perechea a lucrat la mai multe melodii pentru viitorul ei album de studio. În septembrie 2015, albumul de debut al lui Sophie Product a fost disponibil pentru precomandă. Cele opt piese din album au fost cele patru single-uri Numbers din 2013 și 2014, precum și patru piese noi: „MSMSMSM”, „Vyzee”, „L.O.V.E.” și „Just Like We Never Said Goodbye”. „MSMSMSM” a fost lansat pe 29 septembrie și „Just Like We Never Said Goodbye” a urmat pe 15 octombrie.
În februarie 2016, Charli XCX și-a lansat EP-ul Vroom Vroom, produs în principal de Sophie. Mai târziu a fost dezvăluit că ep-ul reprezintă teaser-ul pentru viitorul album al lui XCX, care va fi produs de Sophie. După lansarea ep-ului, Sophie a pornit în turneu cu Charli XCX pentru promovarea muzicii noi. Sophie, împreună cu A.G.Cook și Hannah Diamond, implicați și ei în EP, au apărut în videoclipul oficial pentru single-ul principal, „Vroom Vroom”. Videoclipul a fost lansat în premieră pe Apple Music și alte platforme la scurt timp după.
La sfârșitul anului 2016, Sophie a fost producătoarea suplimentară pentru piesa lui Charli XCX împreună cu Lil Yachty  „After the Afterparty”. Sophie apare în videoclipul muzical oficial al single-ului. Sophie a primit, de asemenea, credite de producție pentru două melodii din mixtape-ul lui XCX din 2017 Number 1 Angel, și altul pentru o melodie de pe cel de-al doilea mixtape al lui XCX din 2017, Pop 2, care a fost lansat mai târziu în acel an.
Sophie a colaborat cu producătorul Cashmere Cat la mai multe piese de pe albumul său 9, inclusiv „Love Incredible” împreună cu Camila Cabello și „9 (After Coachella)” cu MØ.

### 2017–2021:Oil of Every Pearl's Un-Insides
În octombrie 2017, Sophie a lansat „It's Okay to Cry”, primul material nou al artistei în aproape doi ani. Videoclipul melodiei a fost prima dată când vocea și imaginea lui Sophie au fost folosite într-o lansare. Ulterior, Sophie a spus presei despre faptul că este o femeie trans. Mai târziu în cursul lunii, Sophie a susținut și un spectacol live, lansând în premieră melodii nou înregistrate de pe cel de-al doilea album al lui Sophie, cu interpretări vocale de Cecile Believe. Single-ul „Ponyboy” a fost lansat cu un videoclip muzical auto-regizat pe 7 decembrie 2017. Al treilea single de pe album, „Faceshopping”, a fost lansat pe 16 februarie 2018 cu un videoclip muzical pe 4 aprilie 2018.
Pe 3 aprilie 2018, Sophie a anunțat prin Instagram că albumul este complet și că nu va fi intitulat Whole New World așa cum se credea anterior. La 1 mai 2018, un interviu acordat revistei Crack a dezvăluit că titlul oficial al albumului este Oil of Every Pearl's Un-Insides. A fost lansat pe 15 iunie 2018 de către propriul label al lui Sophie, MSMSMSM, împreună cu Future Classic și Transgressive. La începutul lui 2018, într-unul dintre tweet-urile lui Sophie, a fost dezvăluit că artista a contribuit și a produs cel mai recent album al lui Lady Gaga. Într-un videoclip postat pe rețelele de socializare, când a fost întrebată, Sophie a spus: „Da. Adică orice, știi. Lucrez la o mulțime de lucruri diferite. Dacă iese, atunci e tare. Nu poți să-ți dai seama niciodată. Dar ea este o o persoană foarte tare.”
În iulie 2018, Sophie a dezvăluit lucrul la patru proiecte noi, inclusiv un album de debut recent lansat, care urmau să fie lansat în acel an. Sophie a spus: „Am terminat următorul... Voi lansa patru albume anul acesta”. Într-un interviu pentru Lenny Letter, Sophie a spus că Sophie a colaborat atât de mult cu alți oameni încât, „Practic, am făcut un album complet nou în ultimele două săptămâni”. Când a fost rugată să clarifice dacă acesta este un comentariu la EP-uri sau albume, Sophie a declarat că ar fi „un mix”. Sophie a lucrat, de asemenea, cu Kim Petras, Charli XCX și Bibi Bourelly la materiale noi în cursul anului, precum și la unele colaborări rap pe lângă colaborarea confirmată cu Lady Gaga. La cea de-a 61-a ediție anuală a Premiilor Grammy, Oil of Every Pearl's Un-Insides a fost nominalizat pentru Cel mai bun album dance/electronic, iar Sophie a făcut istorie atât ca una dintre primele artiste transgender care au fost nominalizate în această categorie, cât și una dintre primele trei femei openly transgender să fie nominalizate la un Grammy.În timpul unui interviu pe covorul roșu de la ceremonie, Sophie a confirmat lucrul la un album de remix al Oil of Every Pearl's Un-Insides.În iulie 2019, Oil of Every Pearl's Un-Insides Non-Stop Remix Album a fost anunțat ca parte a unui set exclusiv de 3 CD-uri care includea albumul original Oil of Every Pearl's Un-Insides, precum și un clutch cu opera sa de artă. Albumul remix a fost lansat ulterior ca două videoclipuri pe YouTube pe 29 iulie. Single-ul „Metal” al lui Sophie din septembrie 2020 a fost o colaborare cu Jimmy Edgar. În ianuarie 2021, single-ul „Unisil” a fost lansat cu două zile înainte de moartea lui Sophie. Sophie a făcut melodia alături de Product și a lansat-o inițial ca un bonus digital.

## Sunet și imagine
Sophie a folosit în principal sintetizatorul Elektron Monomachine și stația de lucru Ableton Live pentru a crea muzică. În afară de voce, Sophie a creat sunete sintetizate din formele de undă elementare folosind Monomachine, evitând utilizarea mostrelor. Asemănând construcția unei piese cu construirea unei sculpturi din diferite materiale, Sophie a sintetizat sunete asemănătoare cu „latex, baloane, bule, metal, plastic [și] elastic”.AllMusic a scris că „producțiile sofisticate, hiperkinetice” ale lui Sophie prezintă o „calitate suprarealistă, evident artificială”, utilizând de obicei voci feminine înalte pe lângă „texturi de sintetizatoare îndulcite și ritmuri inspirate din stiluri muzicale de underground dance”, precum și „ design experimental de sunet.”
The New York Times a descris munca lui Sophie drept „distracție amețitoare, dar [...] și o invitație de a lua în considerare plăcerile, structurile și așteptările de gen pop, precum și statutul comercial al pop-ului atât ca un articol de consum, cât și ca un catalizator emoțional.” Fader a asemănat-o cu „cele mai haotice trupe de K-Pop, J-Pop, Eurodance și chiar la începutul mileniului boybandisms american/UK.” Sophie a spus pentru Billboard că genul de muzică produs este „reclamă”. Variety și The New York Times au descris munca lui Sophie ca fiind pionier al stilului anilor 2010 cunoscut sub numele de „hyperpop”.
Primele imagini vizuale ale lui Sophie au provenit dintr-o serie de imagini colorate descrise drept „Homemade Molecular Cooking”, coperta single-urilor ilustrând adesea obiecte realizate din plastic sau din alte materiale industriale, o idee care a provenit din discuțiile cu John Roberts, un coleg muzician electronic.

## Viața personală

### Identitate
Înainte de a lua numele de scenă Sophie, numele mort al artistei a fost folosit în proiecte mai mari. Sophie a apărut în fotografiile promoționale ale trupei Motherland în perioada 2008-2009, având păr roșu și trăsături faciale androgine. Numele mort a fost creditat în remixul piesei „A Certain Person” de la Light Asylum în 2010.Artista a început să folosească pseudonimul Sophie în 2012, dar numele mort a fost menționat în proiectul duo din 2013 Sfire. Numai deadname-ul a fost folosit de Madonna în 2015, tipărit în referințele pentru Rebel Heart, acordând creditul de co-scriitoare pentru „Bitch I’m Madonna”.
Sophie a fost descrisă ca o figură retrasă, iar o limită a expunerii artistei în media a promovat un sentiment de mister despre Sophie. Identitatea artistei a fost ascunsă în interviuri prin mascarea vocii, precum și prin acoperirea unor părți ale corpului lui Sophie. La începutul carierei sale, identitatea reală a lui Sophie a fost subiectul speculațiilor din presă. Înainte de a-și face coming out-ul ca femeie trans, unii comentatori au acuzat-o pe Sophie de „feminine appropriation”, presupunând că Sophie era un bărbat care folosea un nume de scenă feminin. Într-un interviu prin e-mail de la Pitchfork din 2013, când a fost întrebată despre alegerea lui Sophie ca nume de scenă, artista a răspuns: „Are gust bun și este ca o cremă hidratantă.” La un spectacol Boiler Room, interpretul drag Ben Woozy a fost recrutat să mimeze un set de DJ în timp ce Sophie se prefăcea a fi bodyguard.
Videoclipul pentru „It’s Okay to Cry”, lansat în octombrie 2017, a fost pentru prima dată când vocea și imaginea lui Sophie au fost folosite într-o lansare solo, Sophie apărând nud de la bust în jos pe un fundal de nori. Acest lucru a fost interpretat pe scară largă ca un anunț de coming out ca femeie trans. Sophie a confirmat în interviurile ulterioare, vorbind, de asemenea, despre senzația de a se simți blocată de casele de discuri și descriind muzica drept „metoda mea de comunicare aleasă.

### Decesul
Sophie a murit în jurul orei 04:00, ora locală, pe 30 ianuarie 2021, la vârsta de 34 de ani, la Spitalul Universitar Attikon din Atena, Grecia, în urma unei căderi accidentale de pe un balcon. Un înalt oficial al Poliției din Atena a confirmat că artista a căzut de pe acoperișul unei clădiri cu trei etaje în timp ce încerca să facă o fotografie a lunii pline. Iubita lui Sophie a spus că „a fost nevoie de poliție și pompieri în jur de 90 de minute pentru a o scoate pe [Sophie] afară” înainte de sosirea lor la spitalul unde a murit Sophie. Mulți artiști, inclusiv Rihanna, Sam Smith, Vince Staples, Charli XCX, A.G.Cook și Christine and the Queens, și-au exprimat condoleanțe.

## Discografie

### Albume
- Product (2015)
- Oil of Every Pearl's Un-Insides (2018)
- Oil of Every Pearl's Un-Insides Non-Stop Remix Album (2019)

## Lista premiilor și nominalizărilor
| Anul | Premiul                      | Categoria                     | Motivul                                              | Rezultatul   |
| ---- | ---------------------------- | ----------------------------- | ---------------------------------------------------- | ------------ |
| 2018 | AIM Independent Music Awards | UK Breakthrough of the Year   | Sophie                                               | Nominalizată |
| 2018 | AIM Independent Music Awards | Innovator Award               | Sophie                                               | Câștigat     |
| 2018 | AIM Independent Music Awards | Independent Album of the Year | Oil of Every Pearl's Un-Insides                      | Nominalizat  |
| 2019 | Grammy Award                 | Best Dance/Electronic Album   | Oil of Every Pearl's Un-Insides                      | Nominalizat  |
| 2019 | Libera Award                 | Best Dance/Electronic Album   | Oil of Every Pearl's Un-Insides                      | Nominalizat  |
| 2020 | AIM Independent Music Awards | Best Creative Packaging       | Oil of Every Pearl's Un-Insides Non-Stop Remix Album | Nominalizat  |
| 2021 | AIM Independent Music Awards | Best Independent Remix        | "Sweat" (Sophie Remix)                               | Nominalizat  |